# 소중한 나눔 무한 행복 - 소나무
《소중한 나눔 무한 행복 - 소나무》는 MBN에서 매주 월요일 밤 11시 30분에 방송 중인 교양 프로그램이다,

## 같이 보기
- 나누면 행복 (MBC)
- 나눔의 행복, 기부 (KBS 1TV)
- 동행 (KBS 1TV)
- 소중한 나눔 무한 행복 - 소나무 (MBN)
- 사랑의 리퀘스트